# MB-3-1
MB-3-1 – amerykański silnik rakietowy. Był używany w członie Thor DM-21. Zaprojektowany w 1957. Projektowany był jako silnik dodatkowy, ale w rakiecie Thor DM-21 pełnił rolę silnika głównego.